# Christian Bethke

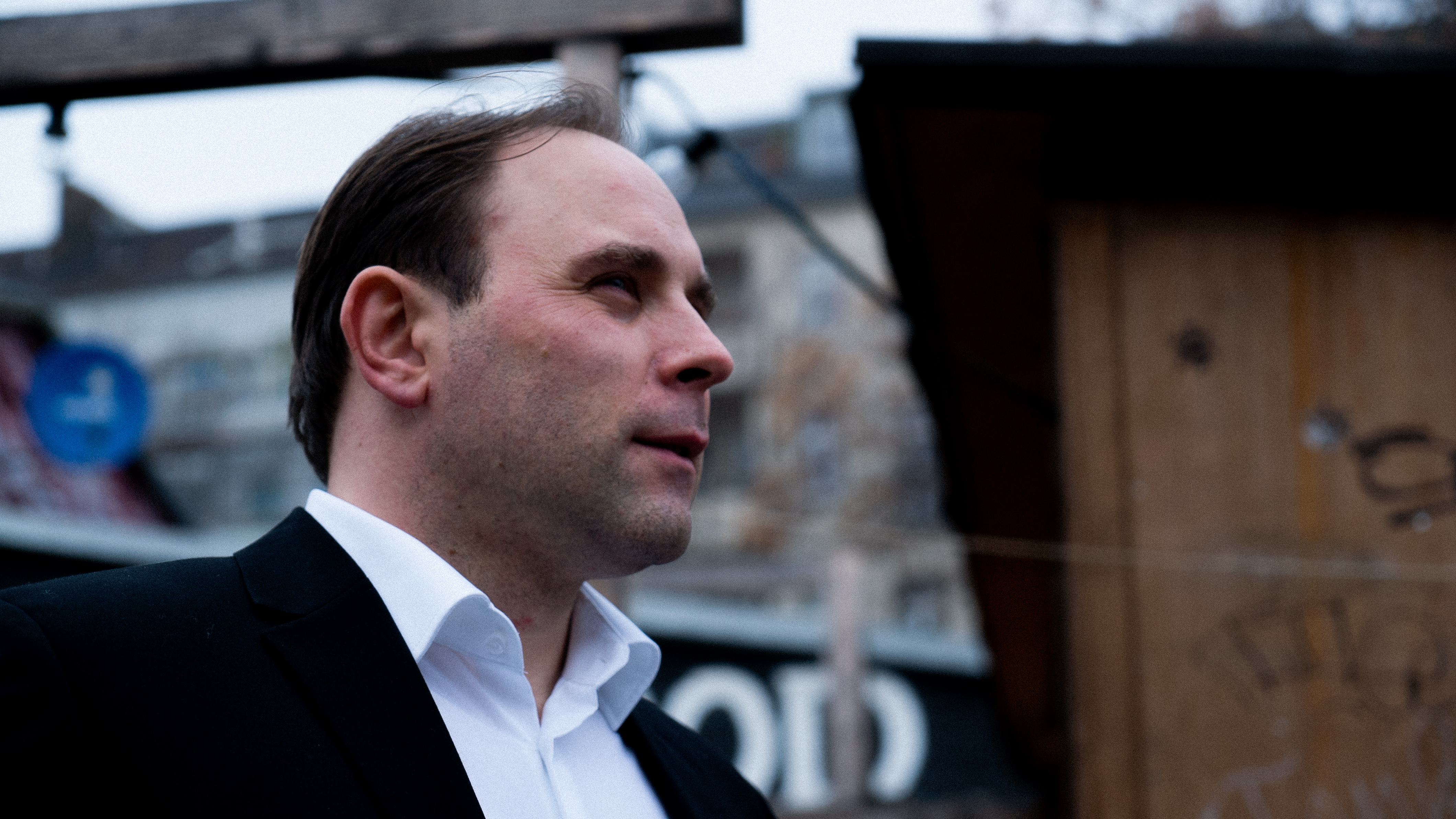
Wahlkampf Foto zur Europawahl 2019

Christian Bethke (* 1978 in Frankfurt am Main) ist ein deutscher Politiker. Er war von November 2015 bis November 2019 Vorsitzender der Partei Neue Liberale.

## Leben
Er wohnt in Frankfurt am Main und arbeitet für das Corporate Finance Beratungsunternehmen Freitag & Co.

## Politik
Bethke ist seit 2009 politisch aktiv und war zunächst bei den Piraten. Kurz nach ihrer Gründung schloss er sich der Partei Neue Liberale (NL) an. Auf dem Bundesparteitag am 25./26. November 2015 wurde er zum Bundesvorsitzenden seiner neuen Partei gewählt. Bei der Europawahl 2019 kandidierte er für die NL auf Listenplatz 2. Die Liste wurde deutschlandweit von 15.909 Wahlberechtigten gewählt. Vom 1. Dezember 2019 bis zur offiziellen Auflösung der Partei am 17. Juli 2021 war Bethke Beisitzer und IT-Verantwortlicher im Bundesvorstand. Sein Ziel war, die Neue Liberale als Bürgerrechtspartei zu etablieren. Er engagiere sich, weil diese großartigen Errungenschaften der persönlichen Freiheit auf einmal wieder zur Debatte stehen und zunehmend unter Druck geraten.